# تاع حجرات
تاع حجرات (به زبان مالتی: Ta' Ħaġrat، تلفظ: [taˈħad͡ʒrat]) تعدادی معابد باستانی در مجار، مالت هستند که به عنوان میراث جهانی یونسکو، همراه با چندین معبد خرسنگی مشابه دیگر به ثبت جهانی رسیده‌اند. این خرسنگ‌ها از قدیمی‌ترین مکان‌های مذهبی جهان به‌شمار می‌روند. معبد بزرگترِ تاع حجرات مربوط به مرحله جگانتیا (۳۶۰۰–۳۲۰۰ قبل از میلاد) است. معبد کوچکتر آن نیز مربوط به مرحله سافلینی (۳۳۰۰–۳۰۰۰ قبل از میلاد) است.

## مکان
تاع حجرات در حومه شرقی روستای مجار، تقریباً در فاصلهٔ یک کیلومتری از معابد تاع سکوربا است که در سال ۱۹۶۳ حفاری شده است. ویژگی‌های نمای تاع حجرات شبیه به ویژگی‌های مجموعه تاع سکوربا است.

## مجموعه معبد
حفاری نهشته‌های سفال نشان می‌دهد که روستایی در این مکان قرار داشته و قدمت آن به پیش از خود معابد می‌رسد. قدمت این سفال‌های اولیه به فاز مجار (۳۸۰۰–۳۶۰۰ قبل از میلاد) می‌رسند.
تاع حجرات از سنگ آهک مرجانی لایهٔ پایینی ساخته شده است، که قدیمی‌ترین سنگ در جزایر مالت است. این مجموعه شامل دو معبد مجاور است. معبد کوچکتر در ضلع شمالیِ معبد اصلی است.
این دو بخش نسبت به بسیاری از معابد نوسنگی دیگر در مالتا برنامه‌ریزی کمتری داشتند و از نظر اندازه کوچکتر هستند. بر خلاف دیگر معابد خرسنگی در مالت، هیچ بلوک تزئینی کشف نشد. با این حال تعدادی از آثار پیدا شدند. شاید جالب‌ترین مدل معبدی باشد که با سنگ آهک گلوبیگرینا حجاری شده است.
این مدل مسقف است و ساختار معمولی یک معبد مالتی را نشان می‌دهد که شامل نمای سه‌سنگی، تکنیک دیوارکشی باریک و پهن و لایه‌های فوقانی پتکانهٔ افقی است.

## حفاری
این سایت بین سال‌های ۱۹۲۳ و ۱۹۲۶ توسط سر تمی زامیت، مدیر وقت موزه‌ها کاوش شد. این سایت بار دیگر توسط جان دیویس ایوانز در سال ۱۹۵۴ کاوش شد و باستان‌شناس بریتانیایی دیوید اچ. ترامپ در کاوش‌های سال ۱۹۶۱ به‌طور دقیق تاریخ این مجموعه را مشخص کرد.
این معبد در فهرست آثار باستانی ۱۹۲۵ گنجانده شد.

## مرمت
بخش‌هایی از نما و سردر در سال ۱۹۳۷ بازسازی شدند.